# Christoph Schrader

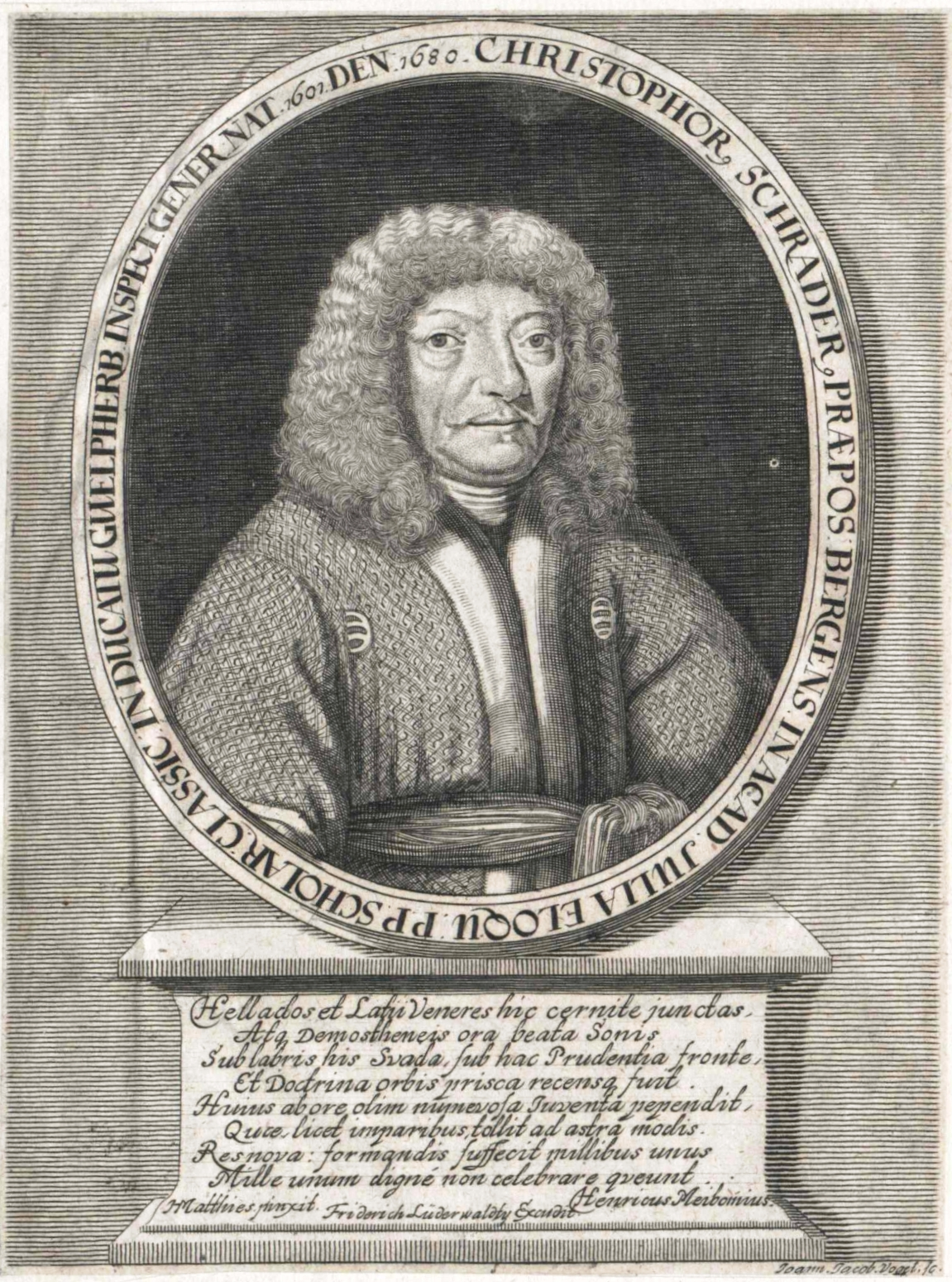
Christoph Schrader

Christoph Schrader (latinisiert: Christophorus Schraderus; * 29. September 1601 in Rethmar; † 24. April 1680 in Helmstedt) war ein deutscher Rhetoriker und Bibliothekar.

## Leben
Der Sohn des Predigers Johann Schrader und dessen Frau Helena, der Tochter des Oberpfarrers in Peine Jacob Rölich, wurde anfänglich vom Vater ausgebildet. Ab 1610 besuchte er die Schule in Celle und ab 1618 das Gymnasium in Hannover. Am 16. Oktober 1621 immatrikulierte er sich an der Universität Helmstedt. In Helmstedt besuchte er sechs Jahre lang die Vorlesungen von Konrad Hornejus (1590–1649), Rudolf Diephold (1572–1626), Christoph Heidmann (1582–1627), Christoph Hunold und Georg Calixt (1586–1656). Aufgrund der Widrigkeiten des Dreißigjährigen Kriegs ging er 1625 als Stipendiat des Matthias von Overbeck († 1637) an die Universität Leiden.
Hier wurde er 1631 Hauslehrer des Prinzen Roderich von Württemberg-Weiltingen (1618–1651), mit dem er nach Den Haag zog. 1632 kehrte er wieder nach Helmstedt zurück, wo er Hauslehrer einiger Adliger wurde und Vorlesungen an der Universität hielt. Am 22. Oktober 1635 berief ihm Herzog August der Ältere zum Professor der Rhetorik an der Universität Helmstedt, woraufhin er am 4. Februar 1636 er sich den akademischen Grad eines Magisters der Philosophie erwarb. 1640 wurde er Bibliothekar der Universitätsbibliothek Helmstedt, übernahm am 28. September 1648 die Generalinspektion der Schulen im Herzogtum Wolfenbüttel, 1653 wurde er Propst des Jungfrauenklosters St. Marienberg und erhielt weitere ehrenvolle Berufungen.
Schrader, ein Anhänger der humanistischen Schule Philipp Melanchthons, war der erste Hochschullehrer, der an der Universität Helmstedt Vorlesungen in deutscher Sprache hielt. Seine wissenschaftlichen Arbeiten befassten sich hauptsächlich mit der klassischen Philologie; so schrieb er beispielsweise einen Kommentar zu Aristoteles Schriften zur Rhetorik. Im Rahmen seiner Tätigkeit als Generalinspekteur der Schulen des Fürstentums verfasste er 1651 eine grundlegende Schulordnung.

## Familie
Aus seiner am 25. April 1637 in Hildesheim geschlossenen Ehe mit Margaretha (1621–1685), der einzigen Tochter des Professors der hebräischen Sprache an der Universität Helmstedt Ernst Stisser (1595–1636) aus dessen erster Ehe mit Margaretha Curdes (1601–1621), gingen neun Söhne und vier Töchter hervor. Von diesen Kindern kennt man:
- Johann Ernst Schrader (* 13. Mai 1638 in Helmstedt; † 26. März 1689 in Berlin)[2]
- Helene Margarethe Schrader (1639–1643)
- Anna Catharina Schrader, Konventualin im Kloster Isenhagen
- Christoph von Schrader (1641–1713), Jurist, Hof- und Kanzleirat in Celle, kurfürstlich braunschweigisch-lüneburgischer Hofrat, bevollmächtigter Minister am Regensburger Reichstag, 19. Mai 1708 Adelstand. Er starb im Dorf Waidhofen bei Schrobenhausen, als die Mitglieder des Reichstages wegen der in Regensburg ausgebrochenen Pestepidemie auf dem Weg nach Augsburg waren. Begraben wurde er in der Gruft seiner Ehefrau Gesa Catharina geb. Bruhn († 1702) auf dem Gesandtenfriedhof in Regensburg bei der Dreieinigkeitskirche. Dort ließen die Kinder für ihre Eltern ein großes Barockepitaph errichten (Liste der Grabstätten von Gesandten am Immerwährenden Reichstag in Regensburg).

Das sehr qualitätsvolle Epitaph mit den Karyatiden der Frömmigkeit und der Klugheit, einem Relief seiner zweiten Ehefrau und einem Totenkopf mit zwei Fledermausflügel ist mit der Inschrift beschrieben bei 
- Heinrich Schrader († 1672), Magister und Kandidat der Theologie
- Gottfried Schrader, Oberpfarrer in Winsen an der Luhe
- Justus Schrader (* 1646 in Helmstedt),[4]
- Margaretha Schrader (* 20. August 1647 in Helmstedt; † 25. Februar 1680 ebenda), verheiratet mit dem Professor an der Universität Helmstedt Georg Engelbrecht der Ältere[5]
- Maria Elisabeth Schrader, verheiratet mit dem Archidiakon in Helmstedt Mag. Johann Rittmeyer
- Kilian von Schrader (* 1650; † 25. September 1721 Gut Kulpin),[6]
- Friedrich Schrader (* 30. Juli 1657 in Helmstedt; † 22. August 1704 ebenda),[7]
- Carol (Karl) Schrader, studierte phil und theol.
- Bodo Schrader, studierte phil. und jur.

## Schriften (Auswahl)
- Dispositiones epistolicae, eloquentiae studiosis in Academia Julia traditae Müller. Helmstedt 1654. (Digitalisat)
- Memoriae viri et theologi summi Georgii Calixti, oratio Christophori Schraderi, habita in Academia Iulia 24. Sept. 1656. Müller, Helmstedt 1658. (Digitalisat)
- Tabulae Chronologicae. A Prima Rerum Origine Ad Natum Christum. Müller, Helmstedt 1673. (Digitalisat)
- Dispositiones oratoriae ad ductum rhetoricae Aristotelis concinnatae. Müller, Helmstedt 1674. (Digitalisat)
- Oratio Secularis. Habita Idibus Octobris Anno MDCLXXVI. cum Seculum suum primum finiret, Academia Iulia & alterum, Dei numine praevio, feliciter auspicaretur. Müller, Helmstedt 1676. (Digitalisat)